# Platicrista angustata
Platicrista angustata är en djurart som tillhör fylumet trögkrypare, och som först beskrevs av Murray 1905.  Platicrista angustata ingår i släktet Platicrista och familjen Hypsibiidae. Inga underarter finns listade i Catalogue of Life.